# Урок анатомії доктора Віллема Рюеля
«Урок анатомії доктора Віллема Рюеля» (нід. Anatomische les van dr. Willem Röell) — картина голландського художника 1-ї половини 18 століття на ім'я Корнеліс Трост.

## Публічні уроки анатомії
В 17 столітті в Голландії і пізніше в Англії поширилася мода на публічні уроки. Збиралося нудьгуюче товариство і гуртом ішло слухати лекцію якогось професора в ботанічному саду чи в анатомічному театрі. Значне поширення мали кабінети курйозів, колекції мушлей, анатомічні колекції. Наявність трупа лише посилювала зацікавленість нудьгуючих, а в Англії шановному товариству під час анатомічних розтинів подавали навіть закуски.
Тверезі і ініціативні голландці йшли тут попереду всієї Європи. Відомі лекції, що читав відвідувачам Джон Берман в ботанічних садах Амстердама.
Декілька разів до теми «уроки анатомії» звертався і Рембрандт («Урок анатомії доктора Тюльпа», 1632, Гаага, Мауріцхейс).

## Картина Троста
Три пана в модному вбранні і перуках зручно розмістилися поряд з трупом, розтин якого розпочав професор Рюель, як і свою лекцію про анатомію. Товариство досліджує колінний суглоб.
Голландці 17 століття завели звичку не знімати капелюхи навіть в домашніх помешканнях. Без капелюхів на картині лише професор та його помічник. Медичний одяг лікарів того часу не відрізнявся від модного на той час повсякденного. Його фахову специфіку розроблять пізніше. Тому доктор анатомії теж в модній перуці і при коштовних, прозорих манжетах. А сам урок анатомії став ще однією атракцією падкого на всі незвичні видовища голландського суспільства.
Трост при створенні картини виступив продовжувачем могутньої, реалістичної, національної традиції, що йшла від майстрів 17 століття. В картині майже нічого не нагадує про примхи мистецтва рококо, де переважали свята і театральні вистави, безкінечні закохані пари міфологіних персон, де в портретах всі підкреслено усміхнені, люб'язні, витончені. Але це була маска, що приховувала численні недоліки і надзвичайно складні проблеми. Трост же виступає як документаліст, точно відтворюючи характерні риси доби протиріч.